# Johann Sigismund von Pezold
Johann Sigismund von Pe(t)zold (* 7. Juni 1704 in Wiedemar, Kurfürstentum Sachsen; † 25. Juli 1783 in Wien) war über mehr als 50 Jahre ein kurfürstlich-sächsischer und königlich-polnischer Diplomat in Sankt Petersburg und Wien.

## Leben
Johann Sigismund Pezold entstammte einer protestantischen Pfarresfamilie; sein Großvater, sein Vater und sein Bruder waren Geistliche. Er besuchte zunächst in seinem Geburtsort Wiedemar die Schule, danach drei Jahre eine Schule in Zittau (das heutige Christian-Weise-Gymnasium) in der Oberlausitz. An der Universität Leipzig studierte er Jurisprudenz. Seine diplomatische Laufbahn begann als Leationssekretär bei der polnisch-sächsischen Gesandtschaft in Petersburg. Mehrfach verblieb er für längere Zeit der alleinige Vertreter der sächsisch-polnischen Interessen, vor allem in der Zeit der wechselvollen russischen Geschichte von 1740 bis 1741, als sich die Regierungen im jähen Umsturz ablösten und der Aufenthalt in Sankt Petersburg auch für Gesandte mit hohen Risiken verbunden war. Anfang 1742 erhielt er den Titel eines Legationsrates, ab 1745 in Anerkennung seiner Leistungen den eines Geheimen Legationsrates (im Range eines Wirklichen Geheimen Kriegsrates). Pezold wurde von Kurfürst Friedrich August II. von Sachsen, der als Reichsvikar während des Interregnums zwischen dem Tode Karls VII. und der Wahl Franz' I. das kaiserliche Vorrecht der Adelserhebung innehatte, mit Wirkung vom 3. Juni 1745 in den Reichsadel- und Ritterstand erhoben.
Auf eigenen Wunsch erreichte Johann Sigismund von Pezold am 14. Februar 1749 seine Abberufung (Rekreditive) durch Elisabeth I. Er strebte die für ihn persönlich lukrativere Position in der polnisch-sächsischen Gesandtschaft am Kaiserhof in Wien an. Dort wurde er am 11. November 1850 zu einer Antrittsaudienz bei Kaiser Franz I. und zwei Tage später bei Kaiserin Maria Theresia geladen, nachdem er vom polnisch-sächsischen Hof am 22. Oktober 1750 zum Ministerresident ernannt wurde. Diesen Posten begleitete er bis zu seinem Tode im Jahr 1783.

## Familie
- Der Vater Daniel Pezold war von 1690 bis 1734 Pfarrer in Wiedemar.
- Der Bruder Daniel Friedrich Petzold war von 1734 bis 1750 Pfarrer in Wiedemar.

Johann Sigismund Pezold blieb ledig und hatte keine Nachkommen.

## Wirkung
Zu Johann Sigismund Petolds Leistungen gehört die diplomatische Absicherung der polnischen Thronkandidatur Friedrich Augusts II. am russischen Hofe. Eine wichtige Rolle spielte er während des Siebenjährigen Krieges und danach, als nach dem Tod Friedrich Augusts II. in Sachsen die Regierung zunächst von Friedrich Christian und dann von Prinzregent Franz Xaver übernommen wurde, sowie die auswärtigen Geschäfte von Brühl auf Flemming übergingen. Darüber hinaus vertrat er die kurfürstlich-sächsischen Interessen am Wiener Kaiserhof während der politisch heiklen Zeit des bayrischen Erfolgekriegs, als Sachsen mit Preußen gegen Österreich koalierte und die diplomatischen Verbindungen zwischen Sachsen und Österreich zeitweise zum Erliegen kamen.
Briefe und diplomatische Berichte Pezolds sind eine nahezu unerschöpfliche Quelle der Geschichtsforschung. Unter anderem geht auf ihn ein bemerkenswertes Dossier zum Palastrevolte in Petersburg am 25. November 1741 zurück, der Elisabeth, eine Tochter Peters des Großen, an die Macht im Russischen Kaiserreichs brachte. Dieses von Historikern lange Zeit wenig beachtete Dokument beschreibt kenntnisreich die politischen Ereignisse unmittelbar nach dem Machtwechsel, erhellt das Schicksal der entmachteten Regentin Anna Leopoldowna und ihrer Angehörigen, und es werden geheime Informationen über politisch motivierte Prozesse gegen führende Politiker der gestürzten Regierung preisgegeben, darunter Iwan Andrejewitsch Ostermann, Carl Ludwig Mengden, Burkhard Christoph Graf von Münnich und Gustav Reinhold von Löwenwolde. Das Dossier ist Bestandteil eines Briefes, der am 19./30. Dezember 1741 aus Petersburg an den masowischen Woiwoden Stanisław Poniatowski geschrieben wurde und schließlich in Voltaires Bibliothek gelangte.